# Torre Ejecutiva Pemex

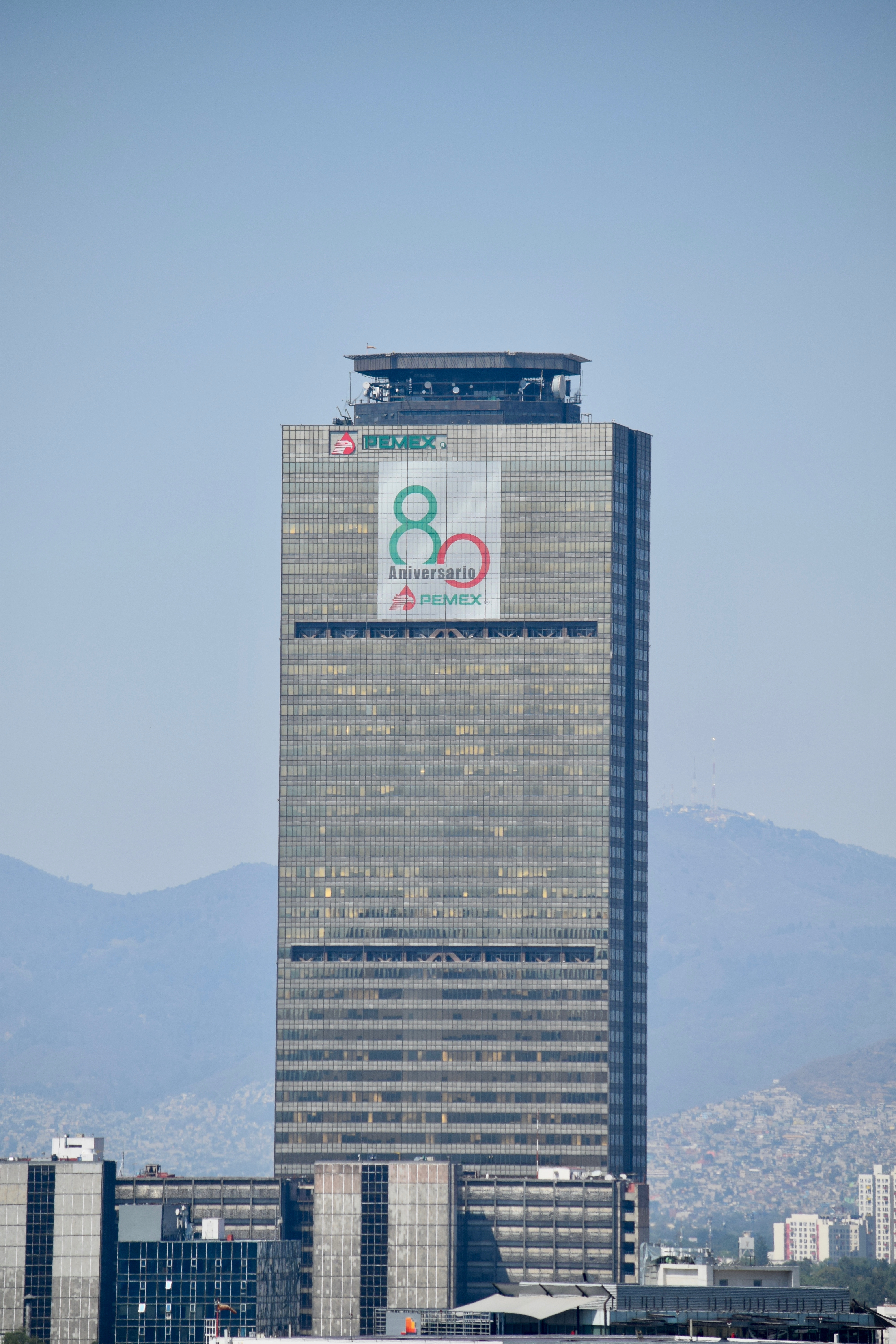
Torre Ejecutiva Pemex

Torre Ejecutiva Pemex é um arranha-céu edificado na Cidade do México, México. Foi concluído em 1982 e possui 211.3 metros (693 pés) de altura, com 52 andares. É o 5.º edifício mais alto do México.